# Глушица
Глушица (пољ. Głuszyca) град је у Пољској у Војводству доњошлеском. По подацима из 2012. године број становника у месту је био 6739.
.

## Становништво
| 2012. |
| ----- |
| 6.739 |